# 聖書に登場する地名一覧
聖書に登場する地名一覧（せいしょにとうじょうするちめいいちらん）では、聖書に登場する地名を五十音順に挙げる。

## 川、谷、湖、海
川
- ギホン川
- チグリス川（ヒデケル川）
- ピション川
- ユーフラテス川
- ヨルダン川
- ナイル川
- ヤルコン川

奔流の谷
- アルノンの奔流の谷
- エジプトの奔流の谷
- カナの奔流の谷
- キションの奔流の谷
- ゼレドの奔流の谷
- ソレクの奔流の谷
- ゲラルの奔流の谷
- ファーラーの奔流の谷
- ベソルの奔流の谷
- ヤルムクの奔流の谷
- ヤボクの奔流の谷

湖、海
- アドリア海
- ガリラヤ湖（キレネトの海、ゲネサレ湖、ティベリアの海）
- 紅海
- 死海（塩の海）
- 地中海（大海）

## 山、丘
- アララト山
- エバル山
- オリーブ山
- カルメル山
- ギルボア山
- ギレアデ（ギレアド、ギルアデ）
- ゲリジム山
- シナイ山
- タボル山
- ネボ山
- ヘルモン山
- メギド
- モリヤ山
- レバノン山脈

## 道路
- 王の道
- ウィア・マリス

## イスラエル
十二部族
イスラエルはヤコブの12人の息子たちから

成っており、それぞれが相続地を配分され

た。しかし、レビ族は祭司として取り分け

られたので相続地を受けていない。実際に

13人なのは、ヤコブの子ヨセフの二人の息

子マナセとエフライムが含まれているから

である。以下は出生順である。
- ルベン族
- シメオン族
- レビ族
- ユダ族
- ゼブルン族
- イッサカル族
- ダン族
- ガド族
- アシェル族
- ナフタリ族
- マナセ族
- エフライム族
- ベニヤミン族

王国
後にイスラエルは二つの王国に分裂した。
- イスラエル王国
- ユダ王国

【旧約時代】
逃れの町
- ケデシュ
- ゴラン
- シェケム
- ベツェル
- ヘブロン
- ラモト

その他
- アイ
- アシュケロン
- アシュドッド
- アドミム
- アナトテ
- アブドン
- アリエル
- アルモン
- アヤロン
- イズレエル(エズレル)
- イブレアム
- エクロン
- エフライム
- エリコ
- エロン
- エルサレム
- エルテヤ
- エン・ガニム
- ガザ
- ガト
- ギベトン
- ギルガル
- ゲゼル
- ゲバ
- ゲラル
- サマリア
- サレム
- ザレパテ
- シオン
- シャアルビム
- シロ
- ソコ
- ダマスカス
- ダン
- テルアビブ
- ネゲヴ
- ハムマト
- ベエルシェバ
- ベツレヘム
- ベテル
- ベト・シェアン
- ホロン
- メデバ
- マハナイム
- ミツパ
- モレ
- リダ
- ラキシュ
- ラマ
- ラモト・ギレアデ
- リブナ
- レヘボト
- ヤグル
- ヨクネアム

【新約時代】
- アイノン
- エマオ
- カエサレア
- カエサレア・ピリピ
- ガダラ
- カナ
- カペルナウム
- ガリラヤ
- ゲッセマネ
- コラジン
- ゴルゴダの丘
- サリム
- シロアムの池
- スカル
- ティベリア
- デカポリス
- ナイン
- ナザレ
- ベタニヤ
- ベツサイダ
- ペラ
- マガダン
- ヨッパ
- ヤコブの泉

## イスラエル周辺の国・地域
- アラビア
- アルパド
- アンティオキア
- アンモン
- ウツ
- エツヨン・ゲベル
- エドム
- 古代シリア
- カナン
- キル・ハラセテ
- カルケミシュ
- キルヤタイム
- シドン
- シェバ
- シナイ
- シンの荒野
- ソドムとゴモラ
- ゾアル
- ティルス
- ハマト
- ハラン
- パランの荒野
- ペリシテ（フィリスティア）
- ミディアン
- モアブ

## 古代エジプト
- アレクサンドリア
- ゴシェン
- メンフィス

## 古代バビロニア帝国
- ウル
- ウルク
- カルデア
- バビロン

## メディア・ペルシア帝国
- シュシャン

## アッシリア帝国
- カラハ
- ニネヴェ

## 古代ギリシャ
- アテネ
- キュレネ
- クレタ
- コリントス
- コロサイ
- テサロニケ
- ベレヤ
- ロドス島

## マケドニア（小アジア）
- イコニウム
- エフェソス
- ガラテア
- キプロス
- サルディス
- スミルナ
- タルソス
- ティアティラ
- ピリピ
- フィラデルフィア
- パトモス島
- ペルガモン
- ミレトス
- ラオディキア
- ルステラ

## 古代ローマ帝国
- イタリア
- ローマ
- マルタ島

## その他
- エデンの園
- エチオピア
- タルシシュ
- リビア